# Omar Briceño
Omar Briceño (ur. 30 stycznia 1978 w Culiacán) – meksykański piłkarz najczęściej występujący na pozycji lewego obrońcy. Reprezentant Meksyku, uczestnik Złotego Pucharu CONCACAF 2003 i Copa América 2004.

## Kariera klubowa
Briceño jest wychowankiem Atlasu, którego seniorskie barwy reprezentował od roku 1998. Po 4 latach przeniósł się do Tigres UANL, skąd był wypożyczony do Veracruz. W 2008 roku został zawodnikiem Puebli, która jednak po roku rozwiązała z nim kontrakt. Po sześciu miesiącach do piłkarza wyciągnął rękę Dorados de Sinaloa, drugoligowy klub z rodzinnego miasta Omara - Culiacán. Pełni tam funkcję kapitana drużyny.

## Kariera reprezentacyjna
Briceño po raz pierwszy został powołany do reprezentacji w 2003, a po raz ostatni dwa lata później. Brał udział w turniejach takich jak Złoty Puchar CONCACAF 2003 i Copa América 2004.